# Champsecret
Champsecret is een gemeente in het Franse departement Orne (regio Normandië). De plaats maakt deel uit van het arrondissement Alençon. Champsecret telde op 1 januari 2022 961 inwoners.

## Geografie
De oppervlakte van Champsecret bedroeg op 1 januari 2022 44,68 vierkante kilometer; de bevolkingsdichtheid was toen 21,5 inwoners per km².

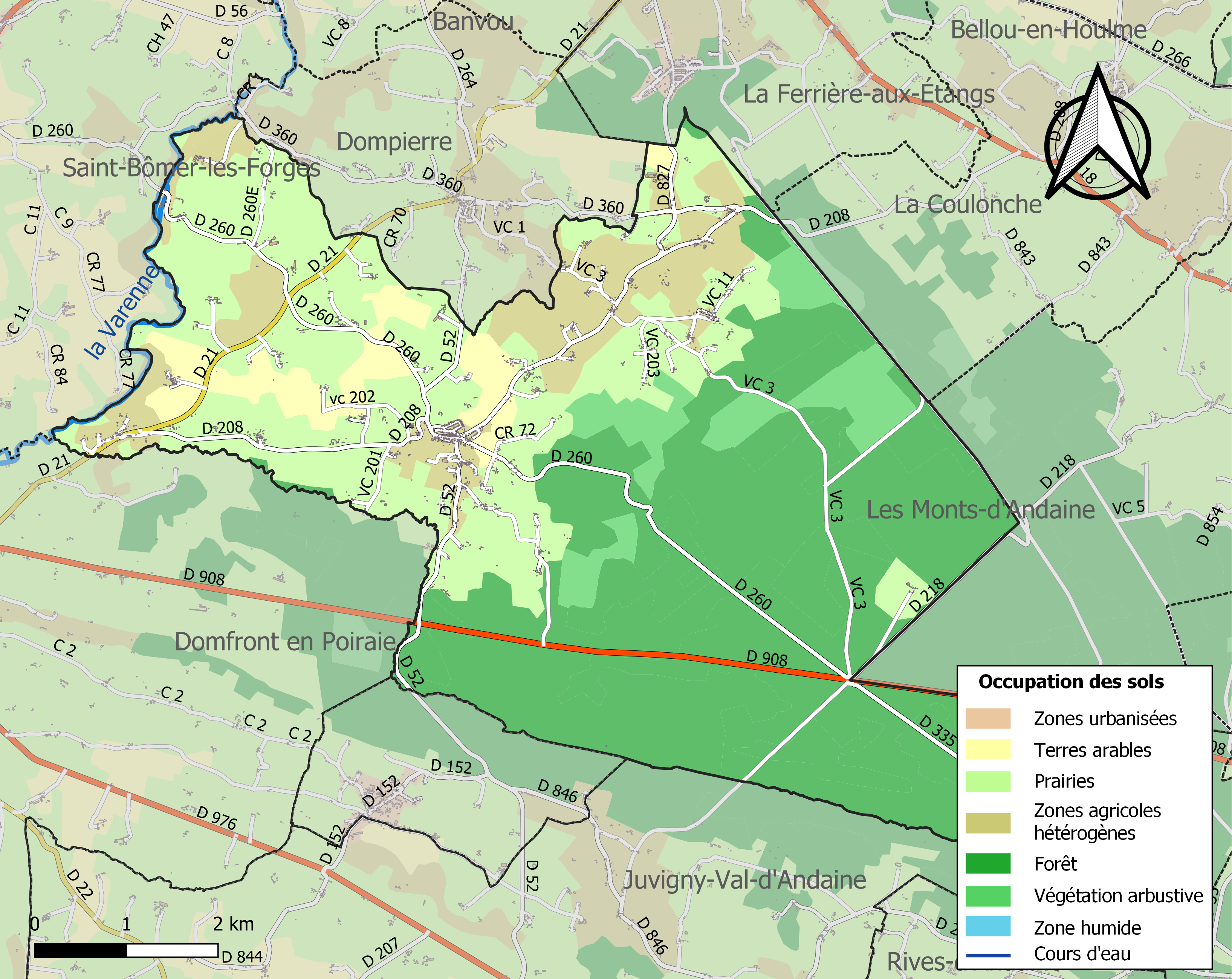
Kaart van de gemeente met belangrijkste infrastructuur, bodemgebruik en omliggende gemeenten

## Demografie
Onderstaande figuur toont het verloop van het inwonertal (bron: INSEE-tellingen).